# Der Widerspenstigen Zähmung (Goetz)
Der Widerspenstigen Zähmung ist eine Komische Oper in vier Akten von Hermann Goetz, die er von 1868 bis 1873 erarbeitet hatte. Das Libretto stammt von dem Schweizer Schriftsteller und Journalisten Joseph Viktor Widmann. Es basiert auf der gleichnamigen Komödie von William Shakespeare. Uraufführung war am 11. Oktober 1874 am Nationaltheater Mannheim.

## Handlung
Die Oper spielt in Padua und in Verona im 17. Jahrhundert.

### Erster Akt
Abends vor Baptistas Villa in Padua
Baptistas Töchter könnten kaum unterschiedlicher sein. Da ist die jüngere Bianka, ein lebenslustiges Mädchen, das nur so von Temperament sprüht und von vielen Männern begehrt wird. Die ältere Katharine hingegen ist fast immer schlecht gelaunt und scheint Haare auf den Zähnen zu haben. Deshalb interessiert sich auch kein Mann für sie. Missmutig beobachtet sie, wie ein junger Mann ihrer Schwester ein Ständchen bringt. Es ist der junge Lucentio, der Bianka schon längere Zeit anhimmelt, und diese genießt es, von ihm begehrt zu werden. Kaum hat Lucentio sein Lied beendet, taucht ein zweiter Verehrer des hübschen Mädchens auf: der schon etwas in die Jahre gekommene Hortensio. Um seine Angebetete zu beeindrucken, hat er gleich eine Gruppe Musikanten mitgebracht, die seine Serenade begleiten. Zunächst beäugt Lucentio eifersüchtig seinen Rivalen. Kurz darauf beginnt er, ihn und die Musiker zu beschimpfen. Der Lärm ruft Baptista auf den Plan. Er macht den beiden klar, dass er Bianka erst dann seinen Segen zur Heirat geben werde, wenn Katharine unter die Haube gekommen sei. Wer um diese freien wolle, sei jederzeit gerne in seinem Hause willkommen. Ansonsten dürften nur solche Männer sein Heim betreten, die seine Töchter in Musik und Dichtung unterrichten könnten.
Hortensio schickt seine Musikanten davon, und auch Lucentio verlässt den Schauplatz. Unerwartet kommt  Petruchio, ein Edelmann aus Verona, mit seinem Diener Grumio des Weges. Nachdem ihm Hortensio sein Leid geklagt und ihn über die Wesensarten von Baptistas Töchtern aufgeklärt hat, entschließt sich der Fremde, um Katharine zu werben; denn eine willensstarke Frau reizt ihn mehr als ein sanftes Täubchen.

### Zweiter Akt
In Baptistas Haus
Petruchio begehrt Einlass in Baptistas Haus. In seinem Schlepptau befinden sich Hortensio, der eine Laute trägt, und Lucentio mit ein paar Büchern unter dem Arm. Beide haben sich verkleidet, um den Herrn des Hauses täuschen zu können. Petruchio kommt gleich zur Sache und bittet Baptista um Katharines Hand. Erst glaubt Baptista, der junge Mann wolle ihn veräppeln; doch als Petruchio beharrlich bei seinem Begehren bleibt, fällt ihm ein Stein vom Herzen. Er ist auch gleich bereit, die beiden anderen Herren als Hauslehrer für seine Töchter einzustellen. Sie sollen auch gleich mit ihrem Unterricht beginnen.
Während Petruchio sich mit Baptista unterhält, hört man im Nebenzimmer Katharine toben. Nach einem hölzernen Krachen betritt Hortensio wieder die Szene, um seinen Hals die zerstörte Laute. Jetzt ist Petruchio in seinem Element. Er herrscht die wilde Katharine an und macht ihr lautstarke Komplimente. Als sie ihm aber zu verstehen gibt, dass er bei ihr nicht landen könne, nimmt er sie kurzerhand in den Arm und drückt ihr einen heftigen Kuss auf die Lippen. Katharine ist so perplex, dass es ihr die Sprache verschlägt. So ist ihr noch nie ein Mann begegnet. Auch Baptista kann nur noch staunen. Petruchio fackelt nicht lange und setzt den Hochzeitstermin fest.

### Dritter Akt
Saal in Baptistas Haus
Der Tag der Heirat ist gekommen. In vollem Brautschmuck wartet Katharine auf Petruchio, doch dieser – so glaubt sie – scheint den Termin einfach vergessen zu haben. Schon treffen die Gäste ein. Der Brautvater hält eine Begrüßungsrede, die in den Worten gipfelt, die Hochzeit müsse vertagt werden, weil etwas Wichtiges fehle: der Bräutigam. So bleibt den Gästen nichts anderes übrig, als sich gleich wieder zu verabschieden. Nur die zwei „Hauslehrer“ bleiben, um Bianka zu unterrichten. Dabei geraten sie in Streit, wer von ihnen mit dem Unterricht beginnen dürfe. Bianka entscheidet sich für Lucentio. Der übergibt dem Mädchen einen Band Vergils und lässt sie eine bestimmte Stelle daraus vorlesen. Weil aber Bianka den lateinischen Text nicht versteht, übersetzt ihn sogleich Lucentio. Es ist eine feurige Liebeserklärung. Hortensio dagegen stellt sich äußerst täppisch an und verscherzt sich jegliche weitere Gunst bei dem Fräulein. Beleidigt sucht er das Weite.
In stürmischem Jubel hüpft Baptista herein und kündigt die Ankunft des Bräutigams an. Dieser betritt sogleich mit seinem Diener den Saal. Doch bei deren Anblick ist nicht nur Katharine entsetzt: Die beiden sind auffällig erbärmlich gekleidet. Sie wirken auf alle wie zwei Landstreicher. Was die Braut nicht ahnt: Die Verkleidung ist Teil des Zähmungsprogramms. Petruchio nimmt Katharine am Arm und zieht sie fort. Die anderen folgen ihnen zur Kirche. Der Haushofmeister, die Haushälterin und die Dienerschaft beginnen, die Tafel für das festliche Mahl zu schmücken.
Als sich die Hochzeitsgesellschaft nach der Trauung wieder einfindet, erklärt Petruchio, er könne es kaum erwarten, Katharine sein Landhaus zu zeigen. Sofort bricht er mit ihr auf.

### Vierter Akt
In Petruchios Landhaus in Verona
Glaubte Katharine bei ihrer Abreise in Padua noch, ihr Mann habe ihr seine gesamte Strenge offenbart, so wird sie in Petruchios Heim in Verona eines besseren belehrt. Der beginnt jetzt erst recht, ihr die Daumenschrauben anzuziehen: Beim Mittagessen erklärt er die Suppe für versalzen und lässt sie abtragen. Den Braten hält er für zäh und fegt ihn vom Tisch. Der Dienerschaft befiehlt er gar, das Fleisch den Hunden zum Fraß vorzuwerfen. Danach lässt er die vor Hunger völlig erschöpfte Katharine allein zurück. Ihr Wille ist nun gebrochen. Petruchio hat aus dem wilden Käthchen ein mildes Kätzchen gemacht.
Nachdem Petruchio zurückgekehrt ist, will er seine Frau zu einem Ausflug animieren. Katharine aber will nicht in die Gluthitze des Tages hinaus und beginnt zu weinen. Jetzt lernt sie die wahre Natur ihres Mannes kennen: Er drückt sie liebevoll an seine Brust und erklärt das grausame Spiel für beendet. Nun ist auch Katharine glücklich mit ihm.
Grumio meldet seinem Herrn, es seien soeben drei Kutschen vorgefahren. Er glaube, darin den Herrn Schwiegervater und die anderen Bekannten aus Padua erkannt zu haben. Petruchio ordnet sofort an, für die Gäste ein Bankett auszurichten. Zu aller Überraschung kommen Bianka und Lucentio als inzwischen verheiratetes Paar, und selbst der alte Hortensio hat noch eine Frau gefunden, die ebenfalls unter den Gästen weilt. Alle Angekommenen staunen, welch große Wandlung die einst so kratzbürstige Katharine durchgemacht hat und freuen sich am Glück des jungen Paares.

## Musikalische Höhepunkte
- Petruchios Arie am Ende des ersten Aktes, in der er mit steigender Erregung singt: Sie ist ein Weib für solchen Mann geschaffen, wie ich zu sein mich rühmen kann. Geschwungen hab ich alle Waffen, die jemals Kriegeskunst ersann; hab oft dem Tod ins Angesicht geschaut, drum taugt kein sanftes Täubchen mir zur Braut.
- Katharines Lied im zweiten Akt: Ich will mich keinem geben, es bringt nur schlechten Dank, als Mädchen will ich leben, will bleiben frei und frank. Und wer mich will gewinnen, der steig nur erst hinauf bis an des Himmels Zinnen und halt die Sonn im Lauf! Und wer mich will zum Weibe, der steig erst in die Höll und hol zum Zeitvertreibe den Teufel mir zur Stell. Ich will mich keinem geben, es bringt nur schlechten Dank, als Mädchen will ich leben, will leben frei und frank!
- Katharines Arie im vierten Akt, nach ihrer erfolgreichen Zähmung: Die Kraft versagt, des Kampfes bin ich müde, und wie ein Schiff im Seesturm untergeht, so stirbt des kühnen Mutes letzter Schimmer in dem Orkane seines Zorns dahin. Sind Weibes Waffen doch Strohhalmen gleich! Wo ist mein Stolz? Wie bin ich jetzt so weich. Und hass ich ihn? O nein, welch Wort, ihn hassen. Mein Leben wollt ich für ihn lassen. O könnt ich ihn versöhnt und milder sehn! Sonst muss in seinem Zürnen ich vergehn.
- Das Liebesduett zwischen Katharine und Petruchio im vierten Akt sowie der Schlusschor: Schenket ein vom Saft der Reben, füllt die Becher bis zum Rand! Jedes edle Weib soll leben, selig, wer solch Kleinod fand!